# 12
 Тази статия е за дванайсетата година от новата ера.  За числото дванайсет вижте 12 (число).  За други значения вижте 12 (пояснение).
12 (дванайсета) година е високосна година, започваща в петък по юлианския календар.

## Събития

### В Римската империя
- Консули са Германик и Гай Фонтей Капитон.
- Суфектконсул става Гай Виселий Варон.
- Октавиан Август дава заповед за голяма инвазия в Германия отвъд река Рейн.
- Германик поема командването в Галия и Германия.[1]
- 23 октомври – Тиберий празнува триумф за победите си в Панония и Далмация.[2]

#### В Тракия
- След смъртта на цар Реметалк I, император Август осигурява наследяването на властта от Котис VII и Раскупорис II като разделя царството на две и им поверява по една част.[2]

## Родени
- 31 август – Калигула, римски император († 41 г.)

## Починали
- Реметалк I, тракийски цар (управлявал от 13/12 г. пр.н.е.)